# Mahamadou Dembélé
Pour les articles homonymes, voir Dembélé.
Mahamadou Dembélé, né le 10 avril 1999 à Brétigny-sur-Orge, est un footballeur français qui occupe le poste de défenseur central au KF Tirana.

## Biographie

### En club
Après avoir commencé le football au CS Brétigny, il rejoint le centre de formation du Paris Saint-Germain en 2012. Alors qu'il arrive en fin de contrat aspirant en juin 2017, il décide de ne pas signer de contrat professionnel avec son club formateur.

#### RB Salzbourg
Il rejoint alors le RB Salzbourg. 

##### Prêt au FC Liefering
Mahamadou Dembélé est directement prêté au FC Liefering, club appartenant également au groupe Red Bull et évoluant en deuxième division autrichienne. Il dispute son premier match le 21 juillet 2017 contre le Kapfenberger SV (victoire 2-1). Le 20 octobre il inscrit son premier but lors du match nul 2-2 face au Floridsdorfer AC. Il reste au club un an et demi puisque son prêt prend fin en janvier 2019.

##### Prêt au Fortuna Sittard
Il est alors à nouveau prêté au Fortuna Sittard. Il débute sous ses nouvelles couleurs le 3 février 2019 face au PSV Eindhoven (défaite 5-0). Malheureusement, il se blesse gravement au genou en avril après n'avoir fait que trois apparitions avec la formation hollandaise.

#### ESTAC Troyes
Le 28 août 2019, il s'engage pour trois saisons avec l'ESTAC Troyes. De retour de blessure en février 2020, il dispute sa première rencontre en Ligue 2 avec les aubois face à la LB Châteauroux (victoire 2-0). 

##### Prêt au Pau FC
Le 1er février 2021, il est prêté jusqu'à la fin de saison au Pau FC afin d'engranger du temps de jeu. Il fait ses débuts le 20 février lors de la défaite 2-1 sur la pelouse des Chamois niortais. En juillet 2021, son prêt est reconduit jusqu'en juin 2022. Il devient alors un élément majeur de l'effectif palois. 

### En équipe nationale
Mahamadou Dembélé est international français chez les jeunes, des moins de 16 ans aux moins de 20 ans.
Avec les moins de 17 ans, il participe au championnat d'Europe des moins de 17 ans en 2016. Lors de cette compétition organisée en Azerbaïdjan, il ne joue qu'une seule rencontre. Avec un bilan d'un nul et deux défaites, la France est éliminée dès le premier tour.
Avec les moins de 19 ans, il participe au championnat d'Europe des moins de 19 ans en 2018. Lors de cette compétition qui se déroule en Finlande, il joue trois matchs. La France s'incline en demi-finale face à l'Italie.

## Palmarès
ESTAC Troyes
- Championnat de France D2 (1) :
  - Champion : 2020-21.